# Disepalum platipetalum
Disepalum platipetalum är en kirimojaväxtart som beskrevs av Elmer Drew Merrill. Disepalum platipetalum ingår i släktet Disepalum och familjen kirimojaväxter. Inga underarter finns listade i Catalogue of Life.